# Jerzy Starak

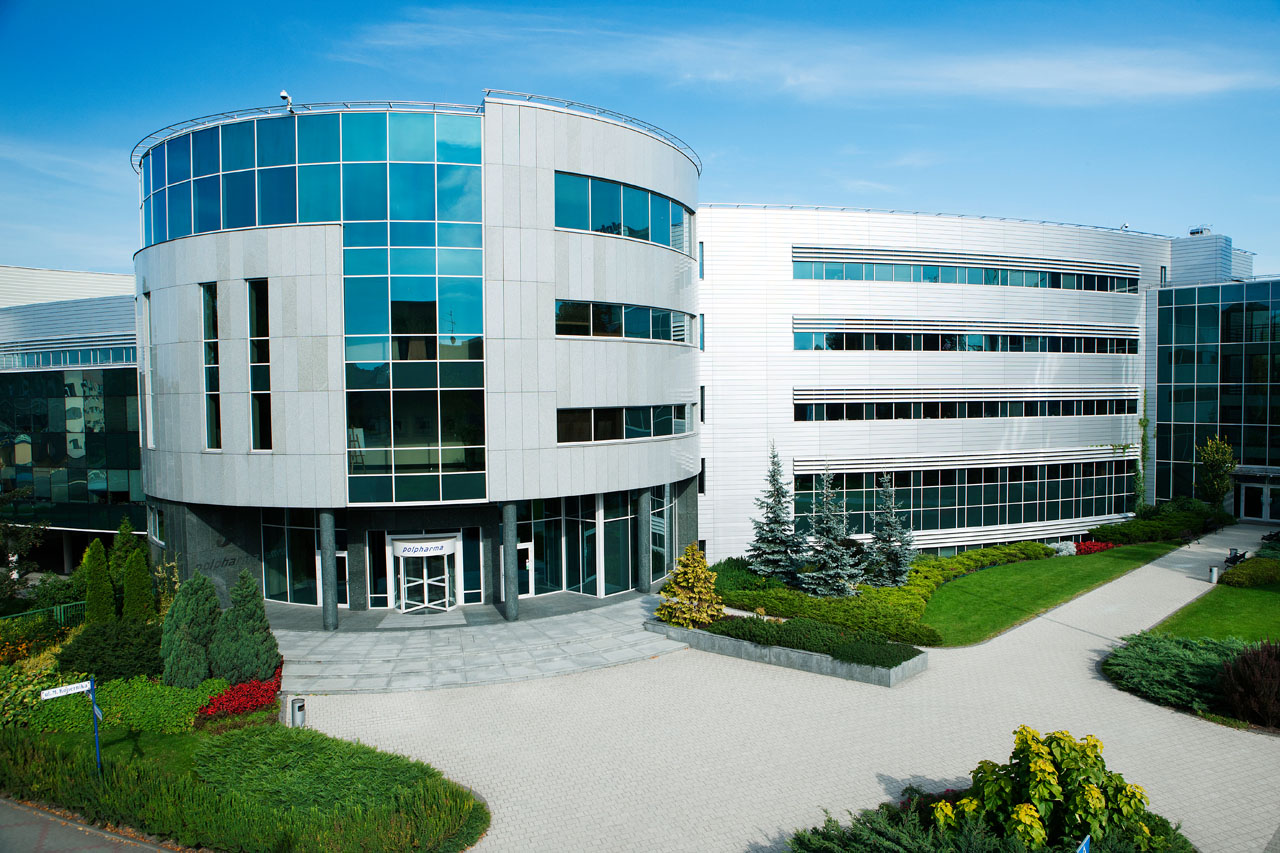
Sitz der Polpharma S.A. in Starogard Gdański

Jerzy Andrzej Starak (* 1. Februar 1945) ist ein polnischer Unternehmer. Gemäß einer jährlich aktualisierten Reichen-Liste in der polnischen Ausgabe der Zeitschrift Forbes gehört er im Jahr 2013 mit einem Vermögen von rund 725 Millionen Euro zu den zehn reichsten Polen. Wegen seiner Investitionen in der polnischen Pharmaindustrie wird er auch als „König des Pharmamarktes“ bezeichnet.

## Anfänge
Nach Abschluss eines Studiums an der Warschauer Naturwissenschaftlichen Universität (SGGW), trat Starak in die polnische Pharmaindustrie ein. 1971 absolvierte er ein Praktikum in einer Produktionsstätte von Nestlé in England. Danach arbeitete er im italienischen Bologna bei einem Hersteller von pharmazeutischen Produktions- und Verpackungsmaschinen. Später machte er sich in Italien selbständig. Ende der 1970er kehrte er nach Polen zurück und gründete kurz vor Ausrufung des Kriegszustandes seine erste Firma, die Comindex (Firma rolno-spożywcza Comindex), die die Saft- und Saucenmarke „Billy“, Süßwaren unter der Marke „Picollo“ und das Parfum „Currara“ herstellte. Die Comindex war eines der größten privaten Unternehmen Polens vor der Wende; der Werbeslogan „Sosy Billy w każdej chwili“ (in Deutsch etwa: Die Saucen von Billy eignen sich immer) war weithin bekannt. Produkte wurden erfolgreich nach Kuba und in die Mongolei exportiert.

## Nach der Wende
Zu Beginn der 1990er war Starak Partner bei der Einführung großer westlicher FMCG-Marken in den polnischen Markt. So war er an der Etablierung von Firmen und Marken wie Nutricia, Colgate-Palmolive, Sanofi und Bols beteiligt.
Im Jahr 2000 erwarb der Unternehmer die Firma Polpharma S.A., die die Basis bildete, auf der Starak eine bedeutende polnische Pharmagruppe aufbauen konnte. Der heute als Grupa Polpharma bezeichnete Konzern wird von der Spectra Holding kontrolliert, deren Eigentümer Starak ist. Neben der Polpharma gehören zu seinem Portfolio die polnischen Unternehmen Herbapol Lublin S.A., Herbapol Pruszków und Polfa Warszawa S.A. Polpharma ist auch Mehrheitseigentümer der Medana Pharma Terpol Group S.A. Außerdem hält Starak eine Minderheitsbeteiligung an der mehrheitlich zum Bunge-Konzern gehörenden ZT "Kruszwica" S.A. sowie eine Mehrheitsbeteiligung an dem Margarine- und Speiseölhersteller Zakłady Przemysłu Tłuszczowego Warszawa S.A.
Starak baut die Beteiligungen seiner Gruppe auch im Ausland aus. Vor allem in Mittel- und Osteuropa will er Märkte gewinnen. So erwarb Polpharma im September 2011 das größte Pharma-Unternehmen in Kasachstan, die Chimpharm (jetzt: Santo A.O.). Daneben werden die Russische Föderation, Ukraine und die Türkei als strategische Märkte definiert. Zur Polpharma-Gruppe gehören bereits die russische Akrihin und die spanische Farmaprojects S.A.U.
Der Versuch, eine polnische Fastfood-Kette zu etablieren, scheiterte. Auch aus dem Markt der Biotreibstoffe stieg Starak nach der Ankündigung der Regierung, entsprechende Subventionen zu reduzieren, wieder aus.

## Sonstiges
Starak gehört zu den Gründungsmitgliedern des Polska Rada Biznesu. Der Arbeitgeberverband Polska Konfederacja Pracodawców Prywatnych Lewiatan ehrte ihn mit der Auszeichnung „Nagroda Lewiatana“ für seine Leistungen im Geschäftsleben wie für sein ehrenamtliches Engagement vor allem im Kulturbereich. Gemeinsam mit seiner Frau Anna Wóżniak-Starak betreibt er auch das in einer ehemaligen Orangerie eingerichtete Nobelrestaurant „Belvedere“ im Warschauer Łazienki-Park. Sein Hobby ist Segeln.